# Henry Doubleday
Henry Doubleday, född den 1 juli 1808, död den 29 juni 1875 var en engelsk entomolog och ornitolog.
Doubleday var författare till den första katalogen över brittiska dag- och nattfjärilar, Synonymic List of the British Lepidoptera (1847–1850). Han namngav ett antal nya arter, bland annat gulpannad lavspinnare (pigmy footman), blågrått jordfly (Ashworth's rustic) och Dvärgmottfly (marsh oblique-barred). Doubledays samling av nattfjärilar finns vid Naturhistoriska museet i London.